# ديفيد ونايت (متسابق دراجات نارية)
ديفيد ونايت (بالإنجليزية: David Knight)‏ هو متسابق دراجات نارية بريطاني، ولد في 31 مايو 1978 في دوغلاس في المملكة المتحدة.

## وصلات خارجية
- الموقع الرسمي